# Schulstraße 3

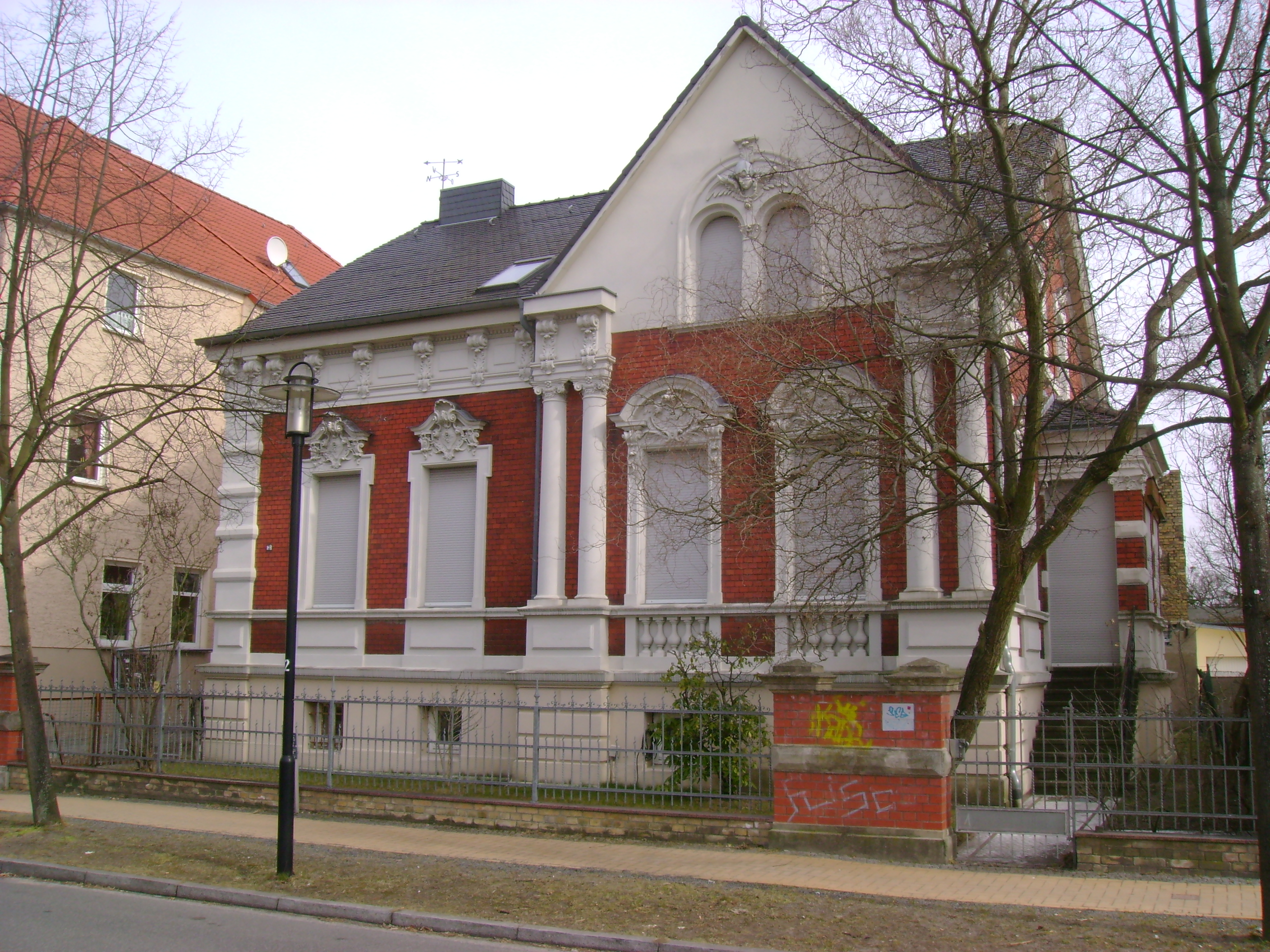
Schulstraße 3

Das Gebäude Schulstraße 3 ist ein Baudenkmal in der Stadt Velten im Landkreis Oberhavel im Land Brandenburg.

## Architektur und Geschichte
Die 1895 erbaute eingeschossige Villa gab der Lehrer Otto Ziethen in Auftrag. Dieser lehrte an der gegenüberliegenden Knaben- und Mädchenschule. Die Villa ist massiv errichtet, hat eine teilweise verputzte und eine Ziegelfassade und ein Satteldach. Zum denkmalgeschützten Ensemble gehört noch der schmiedeeiserne Zaun.